# Crénelée
Gluphisia crenata
Espèce
La Crénelée, Gluphisia crenata, est une espèce de lépidoptères appartenant à la famille des Notodontidae, à la sous-famille des Pygaerinae.

## Dénomination
Gluphisia crenata (Eugen Johann Christoph Esper, 1785)

### Noms vernaculaires
La Crénelée se nomme en anglais Dusky Marbled Brown, en allemand Pappelauen-Zahnspinner et en néerlandais populierentandvlinder.

### Sous-espèces
- Gluphisia crenata crenata
- Gluphisia crenata vertunea
- Gluphisia crenata meridionalis

## Description

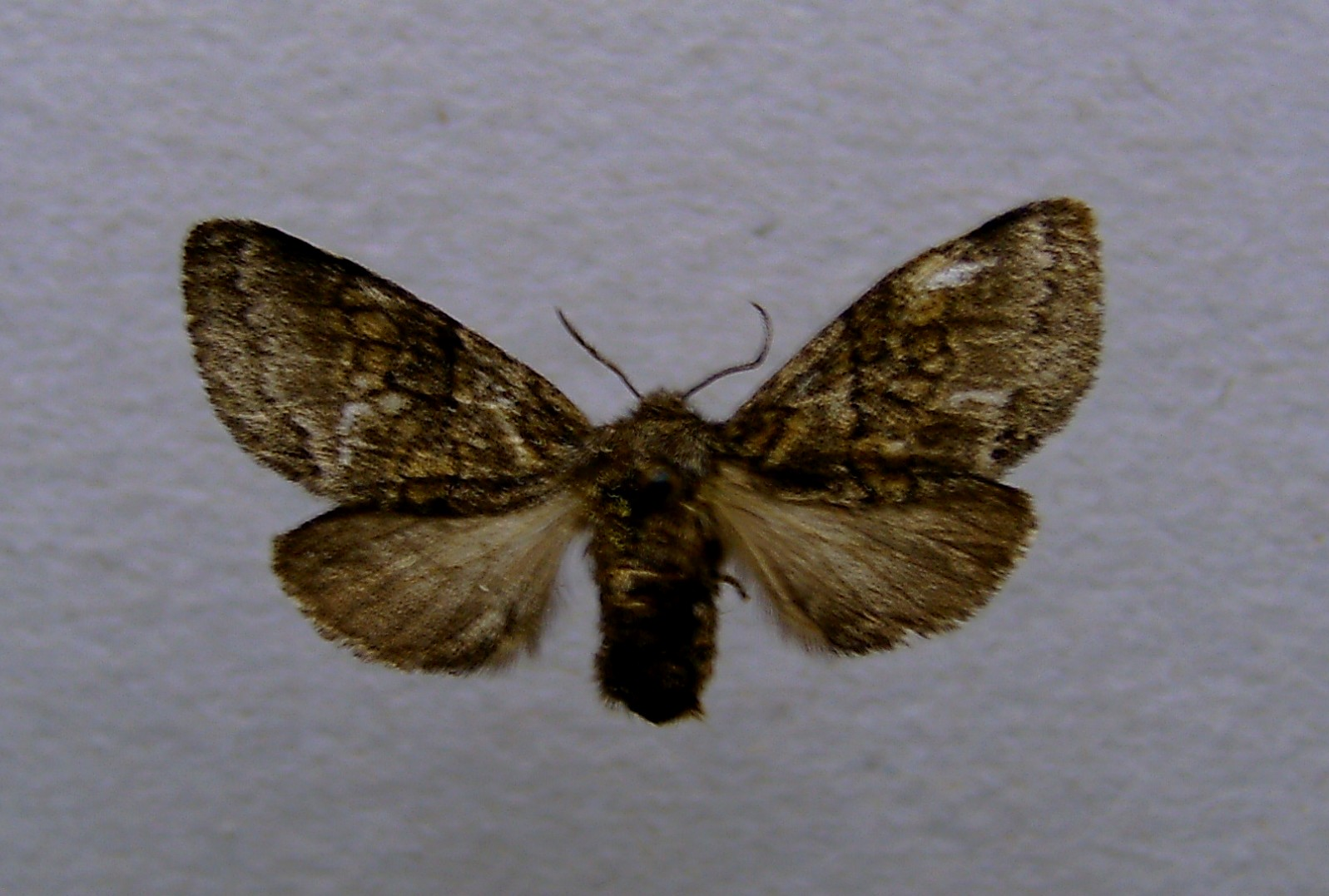
Gluphisia crenata - femelle

C'est un papillon marron tacheté de marron clair.
Les mâles sont reconnaissables à leurs antennes plumeuses.

## Biologie

### Période de vol et hivernation
Vole d’avril à septembre en une ou deux générations.

### Plantes hôtes
Populus et Salix.

## Écologie et distribution
Elle est présente en Europe, en Russie, en Chine et au Japon.
En France métropolitaine elle est présente dans tous les départements sauf quatorze (dont la Corse, le pourtour de la Méditerranée, Finistère, Charente)

### Biotope
Habite les bois et les prairies.